# Осока двухжильчатая
Осо́ка двухжи́льчатая (лат. Cārex binērvis)  — вид травянистых растений рода Осока (Carex) семейства Осоковые (Cyperaceae).
Была описана английским учёным Джеймсом Эдвардом Смитом в 1800 году в статье Descriptions of five new British species of Carex.

## Ботаническое описание

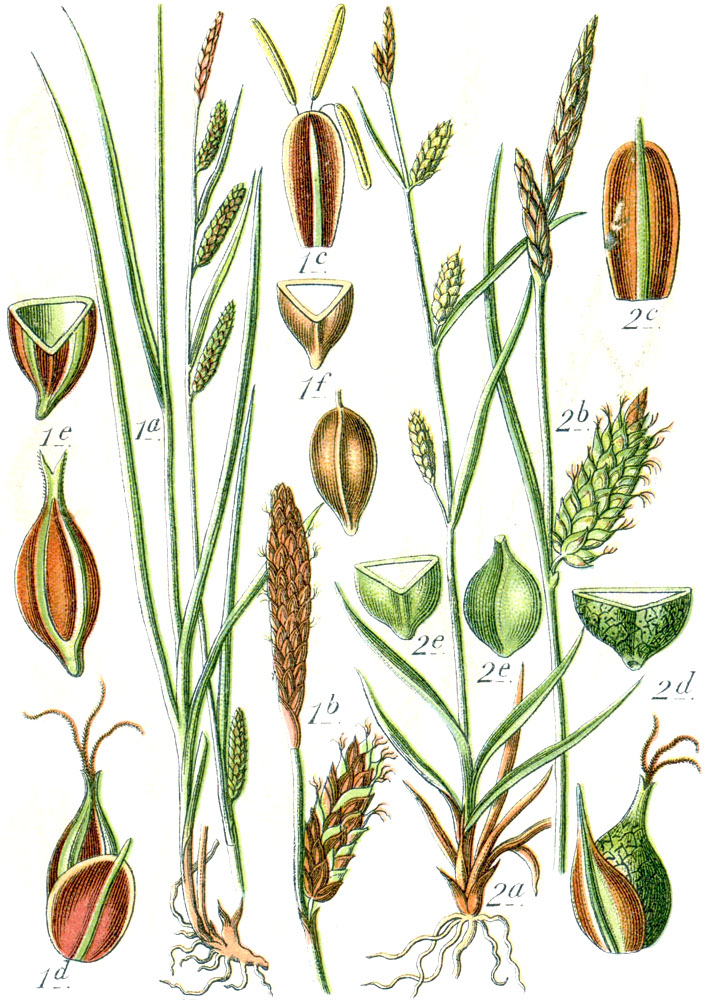

Многолетнее травянистое растение высотой 15—150 см.
Листья плоские, длиной 7—30 см и шириной 2—6 мм. Нижняя поверхность листьев светло-зелёная, глянцевая; верхняя — тёмно-зелёного цвета, матовая. Корни диаметром 1—2 мм, имеют корневые волоски. Корневище длиной 25—40 мм, светло-коричневого цвета.
Верхние прицветники чешуевидные, нижние — листовидные. Колосовидное соцветие состоит из одного тычиночного колоска и двух — четырёх пестичных колосков, расположенных по бокам. Мужской цветок длиной 20—45 мм, с пурпурными чешуйками, диаметр которых достигает 4—4,5 мм. Женские цветки цилиндрические, длиной от 15 до 45 мм. Является энтомофилом и анемонофилом.
Семена, заключённые в мешочек, длиной 3,5—4,5 мм, широкоэллиптической формы, с зубчатыми клювообразными концами; цвет семян — от пурпурно-коричневого до бледно-зелёного. Мешочек имеет две зелёные жилки, благодаря этой характерной особенности осока и получила видовое название.
Число хромосом 2n = 74.

## Таксономическое положение
Осока двухжильчатая вместе с 37 видами входит в состав секции Spirostachyae подрода Осока рода Осока (Carex) семейства Осоковые (Cyperaceae).
|  |                      |  |                                                                                               |                                                                                               |                      |  | ещё 1 подсемейство Мапаниевые | ещё 1 подсемейство Мапаниевые |                                       |  |  |  | род Осока           | род Осока                 |  |  |
|  |                      |  |                                                                                               |                                                                                               |                      |  | ещё 1 подсемейство Мапаниевые | ещё 1 подсемейство Мапаниевые |                                       |  |  |  | род Осока           | род Осока                 |  |  |
|  |                      |  |                                                                                               | семейство Осоковые                                                                            |                      |  |                               |                               | триба Осоковые (триба)                |  |  |  |                     | ещё около 1500-2000 видов |  |  |
|  |                      |  |                                                                                               | семейство Осоковые                                                                            |                      |  |                               |                               | триба Осоковые (триба)                |  |  |  |                     | ещё около 1500-2000 видов |  |  |
|  | порядок Злакоцветные |  |                                                                                               |                                                                                               | подсемейство Сытевые |  |                               |                               | ещё четыре рода, в том числе Кобрезия |  |  |  |                     |                           |  |  |
|  | порядок Злакоцветные |  |                                                                                               |                                                                                               |                      |  |                               |                               |                                       |  |  |  |                     |                           |  |  |
|  |                      |  | ещё 15 семейств (согласно Системе классификации APG III), в том числе Бромелиевые, Ситниковые | ещё 15 семейств (согласно Системе классификации APG III), в том числе Бромелиевые, Ситниковые |                      |  |                               | ещё около тринадцати триб     | ещё около тринадцати триб             |  |  |  | Осока двухжильчатая |                           |  |  |
|  |                      |  |                                                                                               | ещё 15 семейств (согласно Системе классификации APG III), в том числе Бромелиевые, Ситниковые |                      |  |                               |                               | ещё около тринадцати триб             |  |  |  |                     |                           |  |  |

## Гибриды
Известны природные гибриды осоки двухжильчатой с осокой гладкой (Carex × deserta), осокой зелёненькой (Carex × corstorphinei), осокой точечной и осокой жёлтой.

## Экология и распространение
Вид широко распространён по всей Европе. Встречается в Финляндии, Норвегии, Великобритании, Германии, Бельгии, Франции, Ирландии, Португалии, Испании.
Растения из Марокко, ранее упомянутые как Carex binervis, сейчас выделены в отдельный вид, Carex paulo-vargasii.
Обитает на болотах, заливных лугах, в горной местности, предпочитая кислые почвы (является индикатором кислотности почвы).